# 하토만 군소
하토만 군소(鳩マン 軍曹, ? ~ )는 일본의 성우로, 주로 성인 게임에 목소리를 내고 있다.